# Sean Depner
Sean Depner, né le 12 mars 1993, est un acteur canadien. Il est connu pour le rôle de Brett dans la série télévisée Riverdale.

## Filmographie

### Cinéma
- 2017 : Last Night in Suburbia de Richard Ian Cox : Tyler
- 2021 : Love Hard de Hernán Jiménez : Chip
- 2023 : Un Noël sans fin de Tyler MacIntyre : Buck Waters
- 2024 : One Must Wash Eyes de Sepideh Yadegar : Matt

### Télévision
- 2014 : The Killing : Cadet sentinelle #1 (saison 4, épisode 6)
- 2014 : Vancouver Special : Tony (3 épisodes)
- 2014 : Jack Parker, le Roi des menteurs (téléfilm) de Jonathan A. Rosenbaum : Lance
- 2016 : The Support Group : Brandon (6 épisodes)
- 2018 : Supernatural : Buck (saison 13, épisode 17)
- 2018 : Enquêtes codées : San Francisco : Curtis (saison 1, épisode 6)
- 2018 : Les Voyageurs du Temps : Mikey (saison 3, épisode 4)
- 2018-2019 : Deadly Class : Viktor (7 épisodes)
- 2019 : The Order : Jonas (4 épisodes)
- 2019-2023 : Riverdale : Bret Weston Wallis (17 épisodes)[1]
- 2020 : Les Nouvelles Aventures de Sabrina : Tobey (saison 4, épisode 6)[2]
- 2020-2024 : Aurora Teagarden : 
  - Le bijou de la reine : Brett Talbot
  - Initiation au crime : Cal
- 2022 : Two Sentence Horror Stories : AJ (saison 4, épisode 3)
- 2022 : Nancy Drew : Peter Tombar (saison 3, épisodes 11 et 13)
- 2022 : Reginald the Vampire : Levi Kinney (saison 1, épisode 5)
- 2023 : Fargo : Josh Hunk (saison 5, épisodes 2 et 4)
- 2024 : Sight Unseen : Evan (saison 1, épisode 1)
- 2025 : Tracker : Dash (saison 2, épisode 16)

### Jeu vidéo
- 2021 : Assassin's Creed Valhalla : Le Siège de Paris : Sigfred (voix)
- 2021 : Assassin's Creed Valhalla : Discovery Tour: Viking Age : Thorsteinn (voix)